# ヤマハ・Vシリーズ
Vシリーズ（ブイ・シリーズ）はヤマハのFM音源を採用したシンセサイザーの型番・商品名。DXシリーズの末期に発売され、DXシリーズからSYシリーズの過渡的な型番である。

## シリーズのモデル

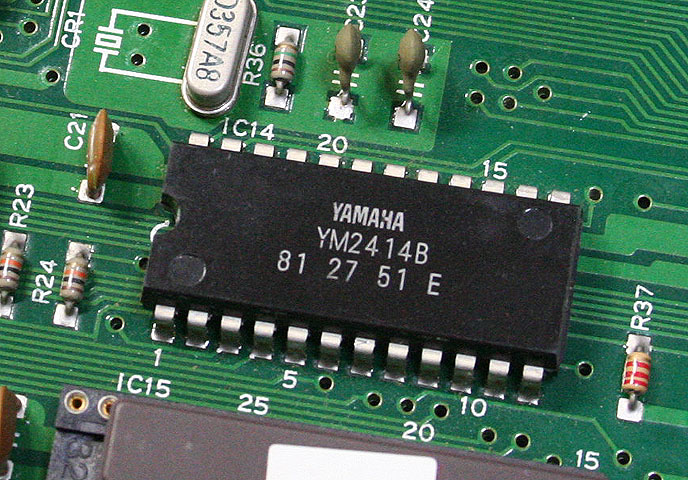
OPZ YM2414

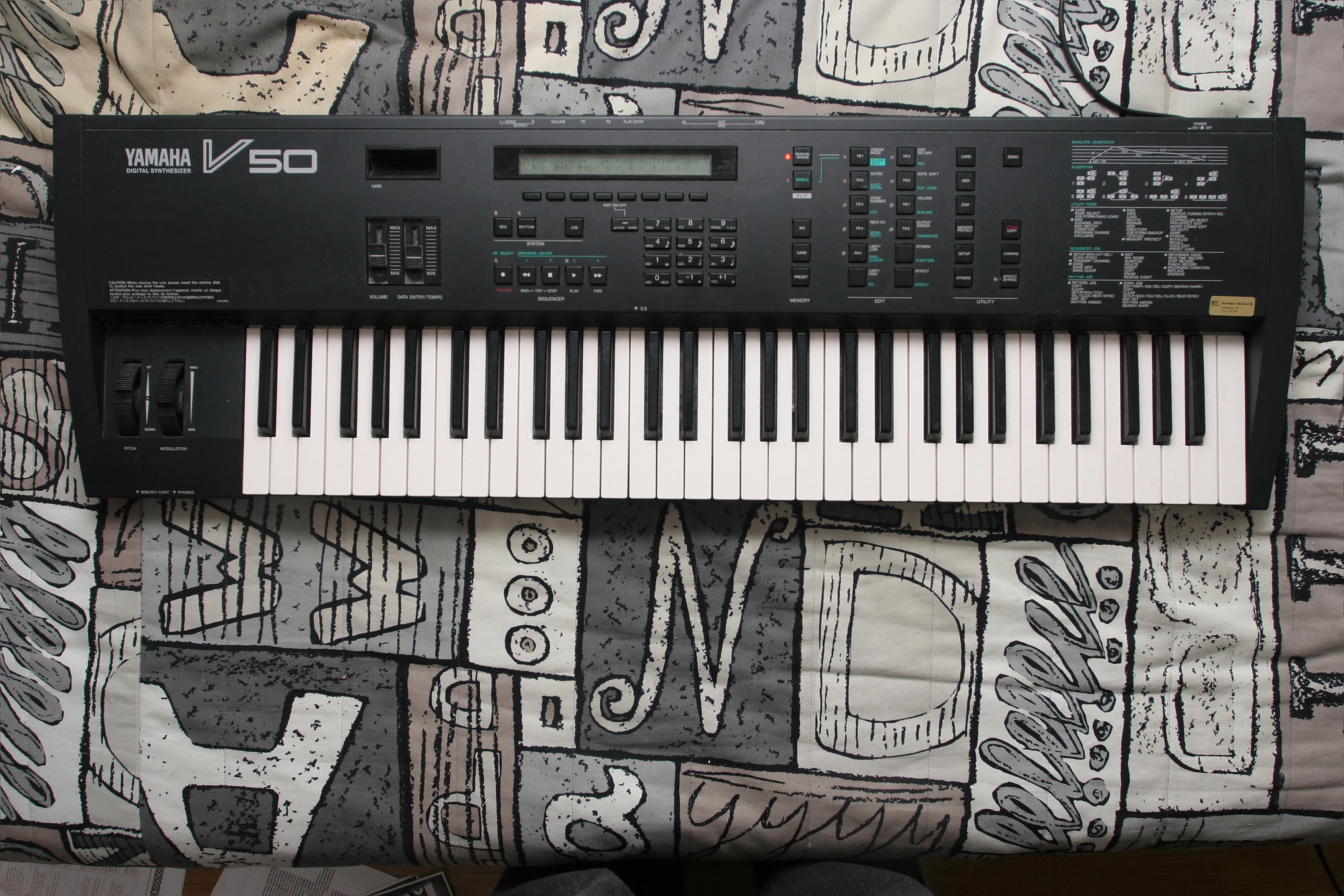
YAMAHA V50

V2
1987年発売。4オペレーター8アルゴリズムのFM音源LSI OPZ（YM2414）を搭載、8種類の波形を選択可能でサイン波以外からFM合成可能である。8音ポリ、8マルチティンバー。プリセット128音色、ユーザー32音色、32パフォーマンス。ディレイ、パン、コードの3エフェクトを内蔵。純正律やヴェルクマイスター音律などに調律可能なマイクロチューニング可能。イニシャル・アフタータッチ付きの61鍵キーボード。4オペレーターのDXシリーズ（DX21、DX27、DX27S、DX100）と互換性を確保し、TX81Zとはパフォーマンスも含めた互換性があり、TX81Zのキーボードタイプと言えよう。専用音色ROMカートリッジは、DX7IID/FD専用のそれと同一形状であるが、フォーマットが異なる為DX7IID/FDでは使用できない。RAMカートリッジ（RAM4）を使用する際も、本機でフォーマットする必要があり、DX7IID/FDとのデータの互換性はない。海外ではV2ロケットを連想させるため、DX11という型番でDXシリーズとして発売された。
V50
1989年発売。珍しいFM音源のワークステーション型シンセサイザーである。4オペレーター8アルゴリズムのFM音源を搭載。V2同様8種類の波形からFM合成可能。8パート、16音ポリ。（発音モードの切り替えで二台のV50をMIDI接続し、擬似的に32音ポリにすることもできる）音色数は100プリセットボイス、100プリセットパフォーマンス、ユーザー100ボイス、ユーザー100パフォーマンス。内蔵シーケンサーは、リアルタイム・ステップ・パンチ機能を駆使した8トラック16000音録音が可能。PCM音源のリズムマシンもシーケンサーと別に搭載。PCM音源は61音色内蔵で、ドラムパートのソング作成はリズムパターンを繋いでいく方法であった。ボイスデータ及びパフォーマンスデータ、シーケンスデータ（ドラムパターン・ドラムソングも含む）の読み書きには2DDタイプのフロッピーディスク、およびヤマハ専用のメモリーカード（MCD32又はMCD64）を使用することが出来る。後者は前者に比べて容量（品番の数字が容量（KB））は劣るものの、読み書きスピードが格段に速い。また、マイクロチューニング機能やリバーブ、ディレイといったエフェクトも内蔵している。EOS YS200 および EOS B200 の音色データおよびシーケンスデータとは互換性があり、上記EOSシリーズ用のメモリーカードのデータを読み込み再生する事が可能。アダプタ（ADP2）を使用することで、上記V2でフォーマットされたRAM4や、V2専用音色ROMカートリッジも使用できる。（ADP2経由でRAM4をフォーマットする機能はなく、また、DX7IID/FDでフォーマットされたRAM4や、DX7IID/FD専用ROMカートリッジも使用できない。）
V80FD
未発売モデル。1989年のNAMMに出品された試作品。